# Hochschoberhütte
Die Hochschoberhütte ist eine Schutzhütte der Kategorie I der Sektion Edelweiss des Österreichischen Alpenvereins. Sie befindet sich auf 2322 m ü. A. südlich des Hochschobers im oberen Leibnitztal.

## Geschichte
Der Bauplatz der ursprünglichen Hütte wurde 1914 durch die Sektion Wiener Lehrer des Deutschen und Österreichischen Alpenvereins erworben und 1921/1922 die Hütte errichtet. Sie wurde am 30. Juni 1922 feierlich eröffnet. Die Hütte wurde in den 1920ern und 1934/1935 erweitert und am 21. Juli 1935 eröffnet und eingeweiht.  Sie brannte 1983 ab. Der jetzige Bau wurde an gleicher Stelle 1985/1986 errichtet und im Sommer 1987 eröffnet.
Die Hochschoberhütte eignet sich für Tagesausflüge und als Ausgangspunkt für Bergwanderungen, wie die Besteigung des Hochschobers (3240 m), des Hohen (3064 m) und Niederen Prijakts (3056 m). Der Stützpunkt bietet 12 Betten und 38 Schlafplätze im Matratzenlager. Die Hütte ist von Mitte Juni bis Mitte September geöffnet. Die Versorgung erfolgt mit Hubschraubern.

## Anreise
Die Anreise mit dem PKW erfolgt über Lienz in Osttirol auf der Felbertauernstraße nach Ainet weiter nach Oberleibnig von dort zum Parkplatz beim Förstner Brindl direkt an der Leibnitzbach Brücke (1656 m ü. A.).

## Zustieg
Der Zustieg geht vom Parkplatz Leibnitzbachbrücke auf dem Eduard-Jordan-Weg Nr. 914 vorbei an der Leibnitz Alpe zur Hochschoberhütte, Gehzeit ca. 2,5 Stunden.

## Tourenmöglichkeit
- Hochschober 3240 m
- Hoher Prijakt 3064 m
- Niederer Prijakt 3056 m
- Lienzer Hütte über Leibnitztörl 2591 m
- Lienzer Hütte über Mirnitzscharte 2743 m
- Alkuser See 2432 m
- Kreuzspitze 2937 m